# Stadio Cino e Lillo Del Duca
Stadio Cino e Lillo Del Duca – stadion piłkarski znajdujący się w mieście Ascoli Piceno we Włoszech.
Swoje mecze rozgrywa na nim zespół Ascoli Calcio. Jego pojemność wynosi 20 000.